# Progne
Progne Boie, 1826 è un genere di uccelli della famiglia Hirundinidae.

## Tassonomia
Il genere comprende le seguenti specie:
- Progne subis (Linnaeus, 1758)
- Progne cryptoleuca Baird, SF, 1865
- Progne dominicensis (Gmelin, JF, 1789)
- Progne sinaloae Nelson, 1898
- Progne chalybea (Gmelin, JF, 1789)
- Progne modesta Gould, 1838
- Progne murphyi Chapman, 1925
- Progne elegans Baird, SF, 1865
- Progne tapera (Linnaeus, 1766)